# 13-й всероссийский чемпионат по тяжёлой атлетике
13-й всероссийский чемпионат по тяжёлой атлетике прошёл 12 — 18 апреля 1909 года в Санкт-Петербурге на арене Г. Рибопьера. В соревнованиях приняли участие пять спортсменов из двух городов (Петербург и Нарва). Атлеты соревновались без разделения на весовые категории. Участники выступали в трёх тяжелоатлетических дисциплинах (жим, рывок и толчок), каждое из которых выполнялось левой, правой и обоими руками. Победитель определялся по сумме мест во всех упражнениях, без подсчёта итоговой суммы.
| Место | Участник      | Жим (кг) | Жим (кг) | Жим (кг) | Толчок (кг) | Толчок (кг) | Толчок (кг) | Рывок (кг) | Рывок (кг) | Рывок (кг) |
| ----- | ------------- | -------- | -------- | -------- | ----------- | ----------- | ----------- | ---------- | ---------- | ---------- |
| Место | Участник      | левой    | правой   | двумя    | левой       | правой      | двумя       | левой      | правой     | двумя      |
| 1     | Иван Леонидов | 90,0     | 82,0     | 106,5    | 85,0        | 90,0        | 135,0       | 61,0       | 65,5       | 90,0       |
| 2     | Лука Копьёв   | 77,3     | 79,0     | 98,3     | 77,3        | 81,9        | 122,6       | 49,1       | 53,7       | 88,7       |
| 3     | Эдуард Гросс  | -        | 95,7     | 105,6    | 85,9        | 90,0        | 122,6       | -          | 61,3       | 90,0       |